# Ingenjören
Ingenjören är medlemstidskrift för fackförbundet Sveriges ingenjörer. Den utkommer med fem nummer per år.
Tidningen hette Civilingenjören före den 1 januari 2007och var Civilingenjörsförbundets medlemstidskrift. Den utkom med 10 nummer per år. Tidskriften bytte namn till Ingenjören i samband med att Civilingenjörsförbundet och bildade Sveriges ingenjörer.